# 台湾扁枝越桔
台湾扁枝越桔（学名：Vaccinium japonicum var. lasiostemon）为杜鹃花科越桔属下的一个变种。

## 扩展阅读
- 維基物種上的相關：台湾扁枝越桔